# Yak: The Giant King
Yak (en tailandés ยักษ์ y The Giant King en inglés) es una película de anime tailandesa dirigida por Prapas Cholsaranont y estrenada en Tailandia en 2012. Es un largometraje de dibujos animados generados por ordenador cuyo argumento es una adaptación de ciencia ficción de la fábula de Tosakan y Hanuman, que aparece en el Ramakien, la epopeya nacional tailandesa, que es una versión tailandesa del Ramayana·.

## Sinopsis
En un mundo poblado por robots gigantes dotados de inteligencia, dos robots gigantes, Na Khaiw (Tosakan) y Peak (Hanuman), lideran cada uno un ejército de robots que compiten por dominar el mundo. Na Khaiw es un enorme robot verde humanoide con piernas cortas y un torso enorme; dos caninos sobresalen de su mandíbula superior. Peak es un diminuto robot morado con torso, brazos y cabeza humanoides, pero que se mueve sobre tres ruedas y tiene una cola hecha de una cadena que resulta formidable para sus enemigos. Na Khaiw sirve a Ravana mientras Peak lidera los ejércitos de Lord Rama, quien observa la guerra desde su satélite que orbita el planeta. La guerra entre ejércitos robóticos está asolando el mundo entero. Un millón de años después, Na Khaiw y Peak se despiertan cuando Brooks, un excavador de chatarra, los descubre en un vertedero. Los dos robots han perdido la memoria y no tienen idea de lo que pasó. Se dan cuenta de que están conectados entre sí por la cadena que forma la cola de Peak. Van juntos en busca de sus recuerdos perdidos y una forma de romper la cadena que los une. El redescubrimiento de este pasado pone en peligro la incipiente amistad entre Na Khaiw y Peak, quienes deben decidir si siguen siendo amigos o reanudan el enfrentamiento pasado. despiertan soldados por una cadena. 

## Ficha técnica
- Título original : Yak
- Título en inglés : Yak : The Giant King
- Logro : Prapas Cholsaranont
- Música original : Jakkrapat Iamnoon
- Estudio de producción : Work Point Entertainment
- Distribución : Sahamongkol Film International (todos los medios, internacionales)[4]
- País : Tailandia
- Lengua : thaï, inglés
- Presupuesto : 110 millones de bahts[2]
- Fecha de lanzamiento : Tailandia : 4 de octubre de 2012

## Voces originales tailandesas
- Bawriboon Chanreuang : Kumbhakarna
- Santisuk Promsiri : Na Khiaw / Rāvana
- Udom Taephanit : Brooks
- Kerttisak Udomnak : Phuak / Hanoumân
- Chris Wegoda : El guardia / El padre / El albañil francés / El albañil mexicano

## Ediciones de video
La película se estrenó en cines en 2012 y 2013 en Tailandia y Rusia en cines y en Australia y Nueva Zelanda en los estrenos de DVD. Se produjeron dos doblajes en inglés de la película, uno en su país de origen, Tailandia, y otro en 2015 por Grindstone Entertainment Group. Si bien el doblaje original en inglés se mantiene muy cerca del guion tailandés, el doblaje de Grindstone hace cambios importantes en la historia, con todas las referencias a Ramayana eliminadas, además de cambiar algunos de los nombres de los personajes, personalidades e incluso algunos de los géneros de los personajes.

## Continuación
Hay una secuela del cortometraje como parte del paquete cinematográfico Khun Tong Daeng: The Inspirations.